# Município de Vernon (condado de Trumbull, Ohio)
O município de Vernon (em inglês: Vernon Township) é um município localizado no condado de Trumbull no estado estadounidense de Ohio. No ano de 2010 tinha uma população de 1.536 habitantes e uma densidade populacional de 22,61 pessoas por km².

## Geografia
O município de Vernon encontra-se localizado nas coordenadas 41° 23′ 23″ N, 80° 34′ 35″ O. Segundo a Departamento do Censo dos Estados Unidos, o município tem uma superfície total de 67.94 km², da qual 61,08 km² correspondem a terra firme e (10,1 %) 6,86 km² é água.

## Demografia
Segundo o censo de 2010, tinha 1.536 habitantes residindo no município de Vernon. A densidade populacional era de 22,61 hab./km². Dos 1.536 habitantes, o município de Vernon estava composto pelo 97,66 % brancos, o 0,2 % eram afroamericanos, o 0,65 % eram amerindios, o 0,26 % eram asiáticos, o 0,13 % eram de outras raças e o 1,11 % eram de uma mistura de raças. Do total da população o 0,65 % eram hispanos ou latinos de qualquer raça.